# Folies
Folies (picardisch: Foulies) ist eine nordfranzösische Gemeinde mit 154 Einwohnern (Stand 1. Januar 2022) im Département Somme in der Region Hauts-de-France. Die Gemeinde liegt im Arrondissement Péronne, gehört zum Kanton Moreuil und ist Teil der Communauté de communes Terre de Picardie.

## Geographie
Die Gemeinde in der Landschaft Santerre liegt rund 7 km südlich von Rosières-en-Santerre an der Départementsstraße D329, erstreckt isch im Süden bis zur großzügig ausgebauten Départementsstraße D934 (frühere Route nationale 334) von Amiens nach Noyon, im Norden bis zur Départementsstraße D161 und im Osten bis zur Départementsstraße D131.

## Geschichte
Die Gemeinde erhielt als Auszeichnung das Croix de guerre 1914–1918.

## Einwohner
| 1962 | 1968 | 1975 | 1982 | 1990 | 1999 | 2006 | 2010 |
| ---- | ---- | ---- | ---- | ---- | ---- | ---- | ---- |
| 118  | 102  | 106  | 85   | 88   | 86   | 111  | 129  |

## Verwaltung
Bürgermeister (maire) ist seit 2001 Édouard Boquet.